# Opération Paraquet
Guerre des Malouines
Batailles
- Invasion argentine
- Géorgie du Sud
- Occupation (en)
- Paraquet
- Black Buck
- ARA General Belgrano
- ARA Alferez Sobral
- HMS Sheffield
- Île Pebble
- Mikado
- Sutton
- San Carlos
- HMS Ardent
- Seal Cove
- HMS Antelope
- Atlantic Conveyor
- HMS Coventry
- Goose Green
- Mount Kent
- Top Malo House
- Gazelle XX377
- Bluff Cove
- Many Branch Point
- Mount Harriet
- Two Sisters
- HMS Glamorgan
- Mount Longdon (en)
- Wireless Ridge (en)
- Mount Tumbledown (en)
- Port Stanley
- Île Thulé

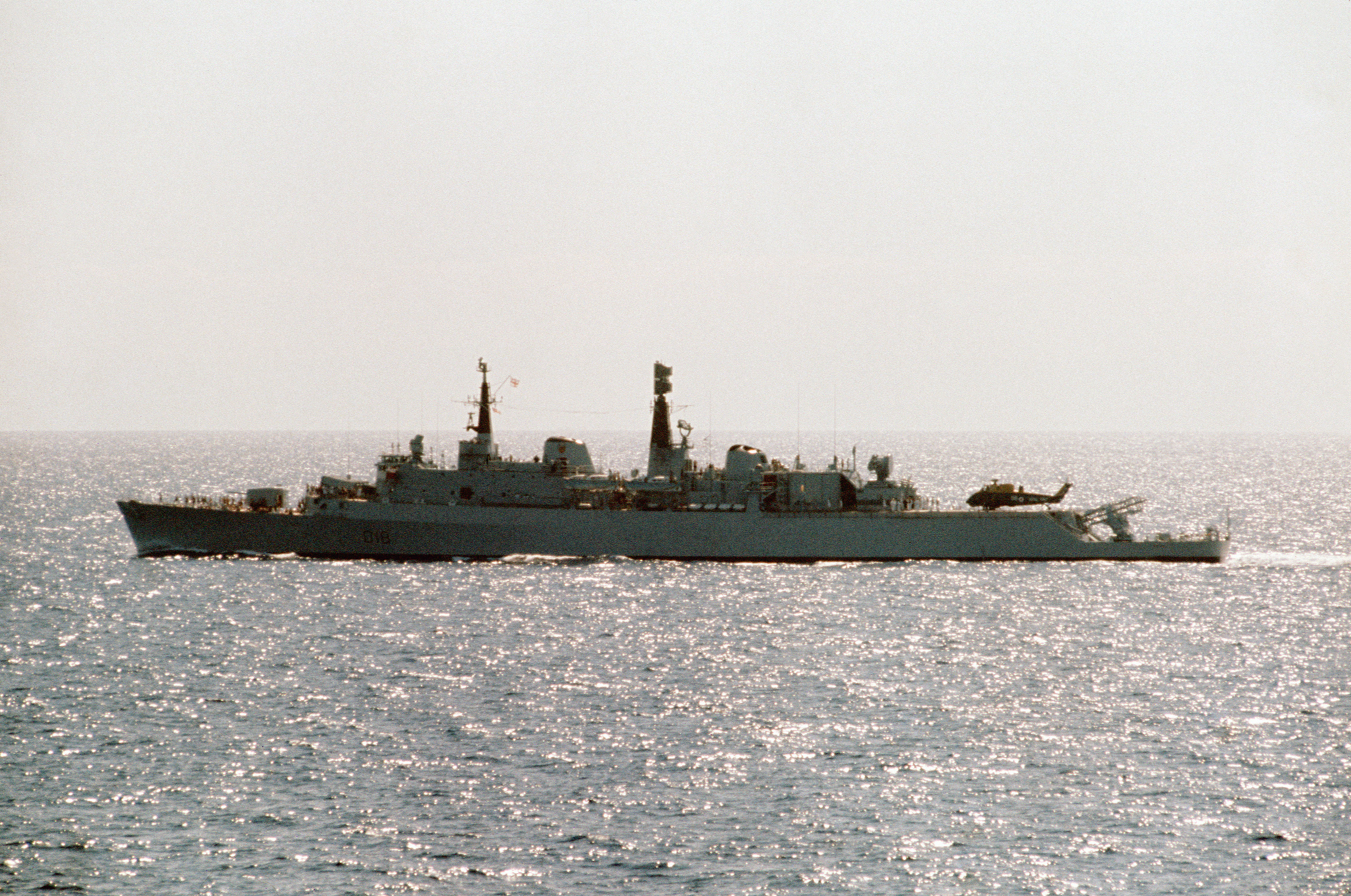
HMS Antrim en 1976.

L'opération Paraquet était le nom de code de l'opération militaire britannique destinée à reprendre possession de l'île de Géorgie du Sud alors sous contrôle militaire argentin, depuis son invasion le 3 avril 1982, au début de la guerre des Malouines.
Le nom officiel Paraquet est une variante orthographique anglaise de Parakeet (en français : perruche), mais l'opération est peut-être plus largement connue comme l'opération Paraquat, un nom non officiel adopté par les troupes de l'Atlantique Sud qui craignaient que l'opération ne se révélât aussi mortelle pour eux que l'herbicide Paraquat. Ce point de vue forgea l'expression « Tuer Paraquat avant qu'il ne nous tue ».
L'opération, faisant partie de l’opération principale Corporate (récupération des îles Malouines envahies par l'Argentine), fut un succès, conduisant à la restauration du contrôle britannique sur l’île, le 25 avril 1982.

## Opérations militaires
L'opération est ordonnée par l'amiral Fieldhouse (en), le 12 avril 1982. Elle impliqua les troupes de montagne de l'escadron D du SAS depuis l'île de l'Ascension, 150 Royal Marines depuis le pétrolier Tidespring (en), 2 SBS sur le HMS Plymouth et 6 SBS à partir du sous-marin HMS Conqueror. Cela fut connu comme CTG 317.9, commandé par le capitaine Brian Young (en),. Le Conqueror était le premier à intervenir et collecte des renseignement sur les points clés de la côte de Géorgie du Sud.
L'opération était à l'origine censée impliquer à la fois des forces du SAS et du Special Boat Service (SBS). Elles devaient être infiltrées en Géorgie du Sud par des hélicoptères depuis le Tidespring et le HMS Antrim, mais le plan dut être modifié lorsque les deux hélicoptères Wessex transportant les troupes SAS d'un emplacement sur la côte nord-est s’écrasèrent par mauvais temps sur le glacier Fortuna ; les troupes et membres d'équipage furent secourus par l’hélicoptère Wessex de l'Antrim, le dernier restant de l'expédition.
Le 9 avril, le sous-marin ARA Santa Fe (en) de classe Balao quitta son port en Argentine avec un détachement de fusiliers marins à bord pour renforcer la garnison en Géorgie du Sud. Il arriva à bon port à Grytviken le 24 avril. Toutefois, le 25 avril, le Santa Fe est intercepté alors qu'il repartait et touché par des charges de profondeur lancées par l'hélicoptère Wessex de l’Antrim et par des attaques ultérieures des hélicoptères Wasp et Lynx de la force d’intervention, qui tirèrent au moins six missiles AS-12 sur le sous-marin. Le Santa Fe est contraint de regagner Grytviken.
Il s'ensuit un assaut immédiat par un groupe improvisé constitué des forces spéciales et des Royal Marines, avec les deux navires de la Royal Navy (l’Antrim et le Plymouth) effectuant un bombardement naval sur les collines basses situées à l’opposé de Grytviken. La garnison de Grytviken et l'équipage du Santa Fe endommagé se rendent à la compagnie M, au 42 Commando (en) et aux Royal Marines, après quinze minutes à 17 h 15 GMT, alors que la garnison de Leith Harbour, sous le commandement du capitaine de corvette Alfredo Astiz, se rend le lendemain. La Suède et la France demandent l'extradition d'Astiz aux autorités britanniques après avoir appris sa capture, mais ses ravisseurs rejettent la demande, en vertu de la convention de Genève.
Un prisonnier de guerre argentin, le maître Félix Artuso, membre de l'équipage du Santa Fe (en), est abattu par erreur le 26 avril après qu’un fusilier-marin britannique eut pensé qu'il était en train de saboter le sous-marin. Il est enterré au cimetière de Grytviken,.
Un message qui est alors largement diffusé en Grande-Bretagne est émis par le commandant du groupe opérationnel, le capitaine Brian Young, après la reddition de Grytviken :
« Soyez heureux d'informer Sa Majesté que le White Ensign flotte aux côtés de l'Union Jack en Géorgie du Sud. Dieu protège la Reine. »
La réalisatrice de film sur la vie animalière sauvage Cindy Buxton (en) et son assistante Annie Price, qui étaient en train de filmer dans une partie isolée de l'île avant l'invasion, furent évacuées par un hélicoptère du HMS Endurance le 30 avril.